# James Laxton
James Laxton (San Francisco, 3 febbraio 1981) è un direttore della fotografia statunitense.
È stato candidato all'Oscar alla migliore fotografia per Moonlight.

## Filmografia parziale

### Cinema
- My Josephine, regia di Barry Jenkins - cortometraggio (2003)
- Little Brown Boy, regia di Barry Jenkins - cortometraggio (2003)
- The Unseen Kind-Hearted Beast, regia di Amy Seimetz - cortometraggio (2005)
- Medicine for Melancholy, regia di Barry Jenkins (2008)
- A Young Couple, regia di Barry Jenkins - cortometraggio (2009)
- Il bosco dell'orrore (The Violent Kind), regia di Mitchell Altieri e Phil Flores (2010)
- The Myth of the American Sleepover, regia di David Robert Mitchell (2010)
- Eggshells for Soil, regia di Megan Boone - cortometraggio (2010)
- California Solo, regia di Marshall Lewy (2012)
- Le squillo della porta accanto (For a Good Time, Call...), regia di Jamie Travis (2012)
- Leave Me Like You Found Me, regia di Adele Romanski (2012)
- Bad Milo!, regia di Jacob Vaughan (2013)
- Adult World, regia di Scott Coffey (2013)
- Camp X-Ray, regia di Peter Sattler (2014)
- Tusk, regia di Kevin Smith (2014)
- Yoga Hosers - Guerriere per sbaglio (Yoga Hosers), regia di Kevin Smith (2016)
- Easter, episodio di Holidays, regia di Nicholas McCarthy (2016)
- Moonlight, regia di Barry Jenkins (2016)
- Se la strada potesse parlare (If Beale Street Could Talk), regia di Barry Jenkins (2018)
- Mufasa - Il re leone (Mufasa: The Lion King), regia di Barry Jenkins (2024)

### Televisione
- Here and Now - Una famiglia americana (Here and Now) – serie TV, episodio 1x01 (2018)
- Black Monday – serie TV, episodio 1x01 (2019)
- La ferrovia sotterranea (The Underground Railroad) – miniserie TV, 10 puntate (2021)

## Riconoscimenti
- Premio Oscar
  - 2017 - Candidatura alla migliore fotografia per Moonlight
- Premi Emmy
  - 2021 - Candidatura alla miglior fotografia per una miniserie o serie antologica per La ferrovia sotterranea
- Boston Society of Film Critics
  - 2016 - Candidatura alla miglior fotografia per Moonlight
- Chicago Film Critics Association
  - 2016 - Candidatura alla miglior fotografia per Moonlight
  - 2018 - Candidatura alla miglior fotografia per Se la strada potesse parlare
- Critics' Choice Award
  - 2016 - Candidatura alla miglior fotografia per Moonlight
  - 2019 - Candidatura alla miglior fotografia per Se la strada potesse parlare
- Independent Spirit Awards
  - 2009 - Candidatura alla miglior fotografia per Medicine for Melancholy
  - 2017 - Miglior fotografia per Moonlight
- Los Angeles Film Critics Association
  - 2016 - Miglior fotografia per Moonlight
  - 2018 - Candidatura alla miglior fotografia per Se la strada potesse parlare
- National Society of Film Critics
  - 2017 - Miglior fotografia per Moonlight
  - 2019 - Candidatura alla miglior fotografia per Se la strada potesse parlare
- New York Film Critics Circle
  - 2016 - Miglior fotografia per Moonlight
- St. Louis Film Critics Association
  - 2016 - Candidatura alla miglior fotografia per Moonlight
  - 2018 - Candidatura alla miglior fotografia per Se la strada potesse parlare
- Satellite Award
  - 2017 - Candidatura alla miglior fotografia per Moonlight
  - 2019 - Candidatura alla miglior fotografia per Se la strada potesse parlare